# 麻生明
麻生明（1965年5月29日—），男，浙江东阳人，中国有机化学家，中国科学院院士。曾任华东师范大学化学与分子工程学院教授，中国科学院上海有机化学研究所研究员，现任复旦大学教授。

## 生平
1986年毕业于杭州大学化学系，1988年获中国科学院上海有机化学研究所硕士学位，1990年获该所博士学位。
2005年当选为中国科学院院士。